# Eupogonius petulans
Eupogonius petulans es una especie de escarabajo longicornio del género Eupogonius, tribu Desmiphorini, subfamilia Lamiinae. Fue descrita científicamente por Melzer en 1933.

## Descripción
Mide 4-5 milímetros de longitud.

## Distribución
Se distribuye por Argentina, Brasil y Uruguay.